# Éter dibenzílico
Éter dibenzílico, citado também como éter benzílico, é o composto orgânico de fórmula linear (C6H5CH2)2O e massa molecular 198,26. Apresenta ponto de ebulição de 158-160 °C a 10 mmHg, ponto de fusão de 1,5-3,5 °C e densidade 1,043 g/mL a 20 °C. É classificado com o número CAS 103-50-4, número de registro Beilstein 1911156, número EC 203-118-2, número MDL MFCD00004780 e PubChem Substance ID 24860373.